# Triton (Terre-Neuve-et-Labrador)
Pour les articles homonymes, voir Triton.
Triton est une municipalité située dans la province de Terre-Neuve-et-Labrador, dans le nord de Terre-Neuve.